# Nectandra baccans
Nectandra baccans là một loài thực vật thuộc họ Lauraceae. Đây là loài đặc hữu của Venezuela.